# Negropontské panství
Negropontská triarchie byl křižácký stát na řeckém ostrově Euboia (benátsky Negroponte) vzniklý po čtvrté křížové výpravě z dobytého území Byzance. Stát byl pod silným vlivem Benátské republiky a pod vládou několika lombardských rodů byl rozdělen do tří baronství: Chalkis, Karystos a Oreos. Kolem roku 1390 se stal skutečnou benátskou kolonií pod názvem Negropontské panství (benátsky Reame di Negroponte nebo Signoria di Negroponte). Roku 1470 byl dobyt Osmanskou říší a kolonie zanikla.

## Dějiny

### Vznik a členění
Po čtvrté křížové výpravě si křižáčtí vůdci mezi sebou rozdělili dobyté území Byzantské říše. Euboiu získal Bonifác z Montferratu, který se stal soluňským králem, který ji pak jako léno udělil vlámskému šlechtici Jakubovi II. z Avesnes. Jakub se hned zaměřil na opevňování Chalkidy, ale záhy na to roku 1205 zemřel a ostrov získali Benátčané, konkrétně tři baroni Ravano dalle Carceri, Giberto dalle Carceri a Pecoraro da Mercanuovo, přičemž Ravano se pod titulem dominus insulae Nigropontis prohlašoval pánem nad celou Euboiou.

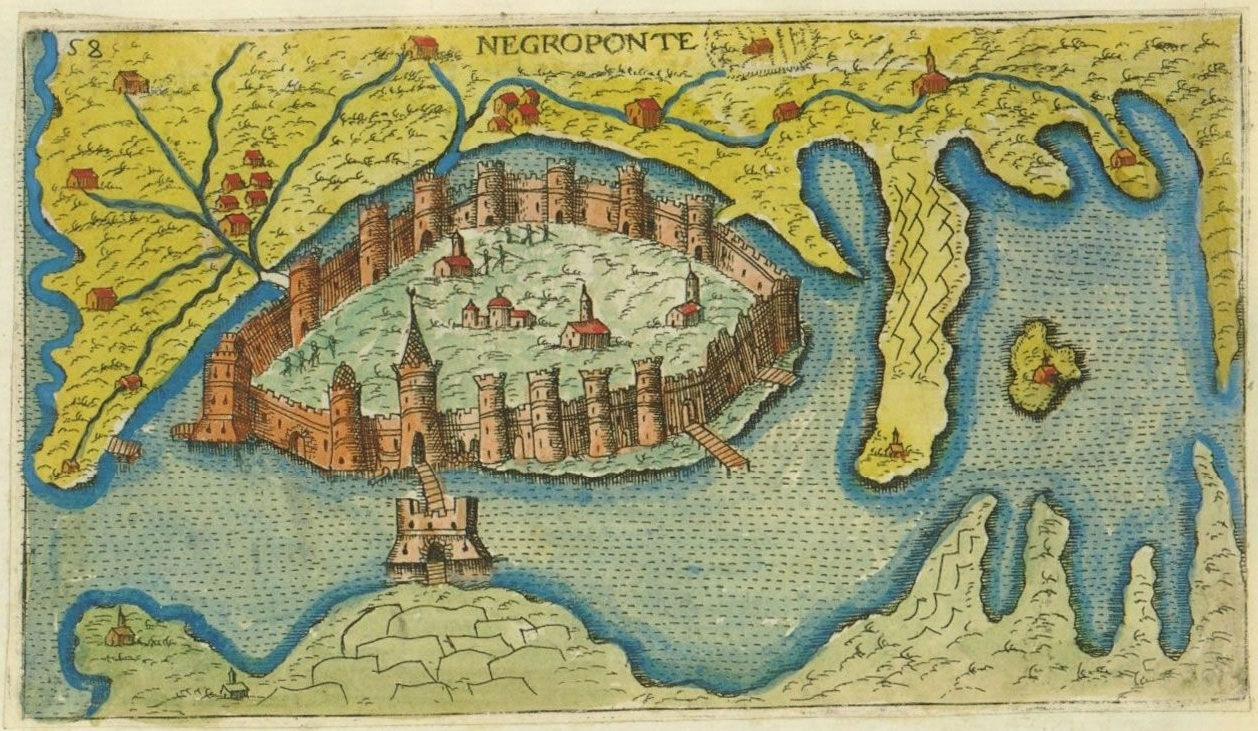
Chalkis podle benátského kartografa Giacoma Franca

Panství si mezi sebou rozdělili do tří třetin (terzieri) – triarchií. Severní část s centrem v Oreu (italsky terzero del Rio), centrální s centrem v Chalkidě (terzero della Clissura) a jižní s městem Karystos (terzero di Caristo). Chalkis zároveň sloužilo jako hlavní město všech tří zmiňovaných částí. Bylo nazýváno Negropontem nebo také „città de' Lombardi“, tj. „městem Lombarďanů“.

### Benátská nadvláda
Ravano byl iniciátorem neúspěšného lombarského povstání proti Latinskému císařství Jindřicha Flanderského, přičemž se obrátil na Benátky o ochranu. V březnu roku 1209 s nimi podepsal spojeneckou smlouvu, která uznala benátskou svrchovanost a obchodní výsady Benátčanům. Následně k zajištění politické rovnováhy uznal Ravano v květnu také vazalský vztah k Latinskému císařství.